# Multiolla

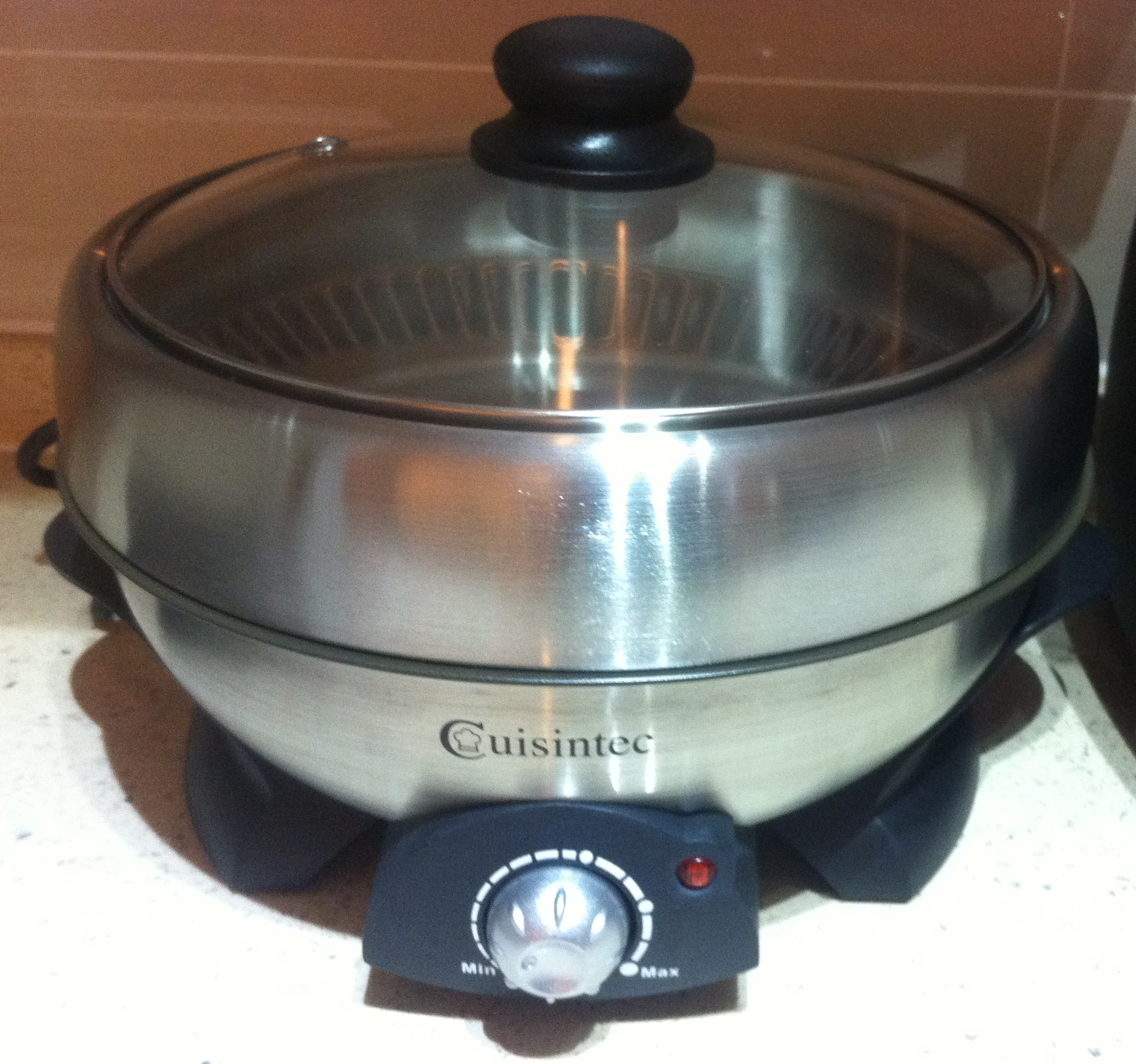
Una "Mini Shabu Shabu", multiolla manual de la marca Cuisintec

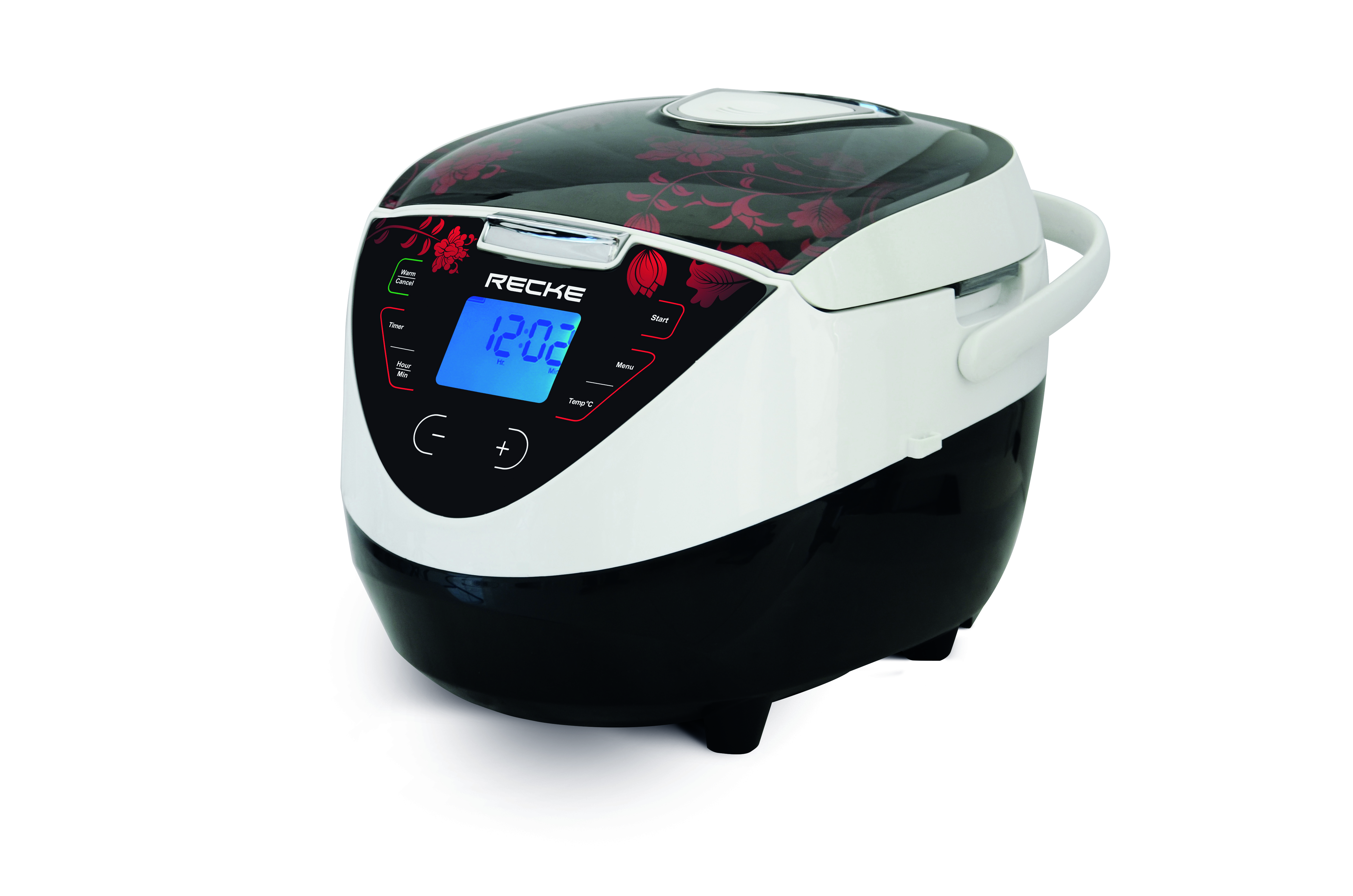
RECKE "MC-150" Multiolla automática o electrónica

Una multiolla o multicocinadora (del inglés multicooker) es un dispositivo eléctrico de cocina automatizada, utilizando un temporizador. Una multiolla  típica es capaz de hervir, hervir a fuego, hornear, sofreir, freír, parrillar asar, estofar, vaporizarizar y dorar.
El dispositivo se utiliza colocando en su interior los ingredientes, seleccionando el programa correspondiente, y dejando que la multiolla cocine según el programa función, temperatura, presión, tiempo de cocción), típicamente sin necesidad de intervención posterior del usuario. Algunos multi las cocinas tienen un termostato ajustable.
Además de los programas de cocina una multiolla puede tener funciones para mantener los alimentos calientes (una vez cocinados), recalentarlos o para cocinarlos  más tarde (temporizador). Alguna multiolla también puede funcionar como olla lenta (olla que no es a presión).

## Historia
En los 1920s en el Reino Unido,se comercializaron multiolla  básicas " para los usuarios, como un electrodoméstico que ahorraría en consumo de energía, para salvar dinero en las facturas gasistas.
En Japón en los 1950s se desarrollaron sencillas ollas de arroz eléctricas.  Con el tiempo se les añadieron más funciones, para cocinar otros tipos de granos y sopas, y se denominaron multiollas. 
Las cocinas modernas incluyen temporizador electrónico, temperatura
y controladores de presión y se comercializan como "electrodomésticos de cocina multiuso automatizados". Los más modernos incluyen Bluetooth y WiFi y la posibilidad de ejecutar un programa tras otro de forma automática, siguiendo un guion.
La multiolla más famosa es la Instant Pot

## Funciones
Los programas típicos incluyen:
- Olla (estándar) – cocina hasta el punto de ebullición y lo mantiene una cantidad predeterminada de tiempo. Útil para preparar sopa, caldo, gacha de avena con leche, arroces y granos. (90-110 °C)
- Pasta – Calienta hasta  el punto de ebullición y se detiene para indicar al usuario que se pueden añadir los ingredientes (una automatización mayor lejana excluye la intervención humana para añadir los ingredientes). Posteriormente,  hierve otra vez y mantiene la temperatura durante una cantidad predeterminada de tiempo. El programa se utiliza para cocinar pasta, dumplings o ravioli, huevos, salchichas, y otros productos qué necesidad que hierva el agua. (90-115 °C)
- Estofado – llega al punto de ebullición y entonces continúa en una temperatura ligeramente más baja. Este programa puede hacer vegetales al vapor, carne y marisco. (85-105 °C)
- Freír– este ajuste se usa para freír carne, ave de corral (o avirames), pescado, vegetales y marisco. Fríe con un tapa abierta o cerrada. (140-160 °C)
- Horno – cacerolas, galletas, pastel, pastas y pollo al horno (120-180 °C).
- Arroz / grano – calienta hasta hervir y mantiene el hervor hasta que desaparece el agua (vía evaporación o absorción por los ingredientes). Este ajuste se suele usar para cocinar arroz hervido (incluyendo la paella), mijo, alforfón o trigo sarraceno, guisantes, alubias y granos toscos. (100 °C)
- Pilaf– Una combinación de los programas arroz y hornear, qué se inicia con una ebullición plena y entonces la temperatura se reduce por un tiempo. (90-110 °C y luego 70-80 °C)
- Vapor –  vegetales al vapor, carne, dumplings, y comida de bebés (100-115 °C)
- Sopa – hace sopa, caldo y varias bebidas (90-110 °C)
- Yogur /masa– hace yogur casero y fermenta la masa hasta 12 horas (35-60 °C)

Una multicooker también puede incluir las funciones siguientes:
- Temperatura, la presión y tiempo ajustados manualmente (35-180 °C). Esta característica sirve incluso para cocinar al sous-vide.
- Mantener caliente– se activa automáticamente después de que finalicen algunos programas y puede mantener la comida caliente para varias horas. La temperatura es normalmente de 70 °C o mayor para impedirlas bacterias nocivas.
- Recalentar– Calienta una comida fría hasta los 50-70 °C.
- Inicio planificado– controla el tiempo de en que debe comenzar la olla (temporizador). Esta función es sólo aplicable a los programas que no requieren intervención del usuario durante el proceso y en los que los ingredientes pueden permanecer a temperatura  ambiente hasta el inicio de la cocción.
- Esterilización - se suele usar para esterilizar elementos de bebé por vapor o para ayudar a remover las sobras secas en la olla, tras haber acabado de  cocinar. (100-115 °C).